# Liga Profesional de Omán
La Liga Profesional de Omán (en árabe: دوري المحترفين عمان‎) Omantel Professional League por razones de patrocinio, es la máxima categoría del fútbol profesional en Omán, se disputa desde 1976 y es organizada por la Federación de Fútbol de Omán. El equipo más ganador es el Dhofar Club con 12 títulos de liga.

## Evolución de la Liga
El fútbol es muy popular en Omán, pero su liga es considerada "Clase D" en la AFC. Sayyid Khalid bin Hamid, Presidente de la Federación de Fútbol de Omán, anunció la transformación de la liga de fútbol al profesionalismo en 2013, con el fuerte apoyo de empresas como Shell, Oman Mobile y Nissan.

## Logros de los Clubes de Omán
El único título regional o continental ganado por un equipo de Omán fue la Copa de Clubes Campeones del Golfo de 1989, logro alcanzado por el Fanja SC que derrotó en la final al club Muharraq Club de Baréin.
En la Copa AFC de 1993-94, el Oman Club cayó derrotado en la final ante el club Thai Farmers Bank FC de Tailandia.
En 1996, el Dhofar Club intentó ganar la Copa de Clubes Campeones del Golfo, como el Fanja SC, pero perdió en la final ante el Al-Nasr SC de Arabia Saudita.
Más recientemente, el Al-Nahda FC compitió en la Copa de la AFC 2008, pero fue eliminando en semifinales por el 4 veces ganador del torneo, el Muharraq Club en el marcador global.

## Equipos para la temporada 2022-23
| Club         | Ciudad      | Estadio                      | Capacidad |
| ------------ | ----------- | ---------------------------- | --------- |
| Al Bashaer   | Adam        | Complejo Deportivo Nizwa     | 20 000    |
| Al-Ittihad   | Salalah     | Al-Saada                     | 12 000    |
| Al-Mussanah  | Al-Mussanah | Complejo Deportivo Al-Rustaq | 15 000    |
| Al-Nahda     | Al Buraimi  | Complejo Deportio Al-Buraimi | 10 000    |
| Al-Nasr      | Salalah     | Al-Saada                     | 12 000    |
| Al-Oruba     | Sur         | Complejo Deportivo Sur       | 8000      |
| Al-Rustaq FC | Al-Rustaq   | Complejo Deportivo Al-Rustaq | 15 000    |
| Al-Seeb SC   | Seeb        | Al-Seeb                      | 14 000    |
| Al-Suwaiq    | Al-Suwaiq   | Al-Seeb                      | 14 000    |
| Bahla Club   | Bahla       | Complejo Deportivo Nizwa     | 20 000    |
| Dhofar Club  | Salalah     | Al-Saada                     | 12 000    |
| Oman Club    | Mascate     | Al-Seeb                      | 14 000    |
| Sohar SC     | Sohar       | Regional Sohar               | 19 000    |
| Sur Club     | Sur         | Complejo Deportivo Sur       | 8000      |

## Palmarés

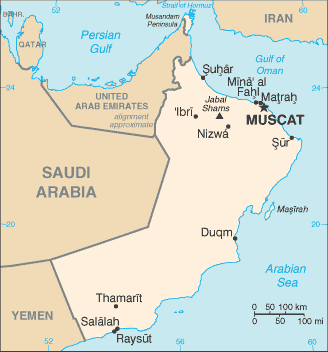
Oman.

| Temporada | Campeón                                      | Subcampeón                                   |
| --------- | -------------------------------------------- | -------------------------------------------- |
| 1976-77   | Fanja SC                                     |                                              |
| 1977-78   | Muscat Club (Ruwi)                           |                                              |
| 1978-79   | Fanja SC                                     |                                              |
| 1979-80   | Al-Nasr Salalah SCSC                         |                                              |
| 1980-81   | Al-Nasr Salalah SCSC                         |                                              |
| 1981-82   | Ahli Sidab Club                              |                                              |
| 1982-83   | Dhofar Club                                  | Al-Nasr Salalah SCSC                         |
| 1983-84   | Fanja SC                                     | Ahli Sidab Club                              |
| 1984-85   | Dhofar Club                                  | Al-Nasr Salalah SCSC                         |
| 1985-86   | Fanja SC                                     | Al-Ittihad Club                              |
| 1986-87   | Fanja SC                                     |                                              |
| 1987-88   | Fanja SC                                     | Dhofar Club                                  |
| 1988-89   | Al-Nasr Salalah SCSC                         |                                              |
| 1989-90   | Dhofar Club                                  | Al-Nasr Salalah SCSC                         |
| 1990-91   | Fanja SC                                     |                                              |
| 1991-92   | Dhofar Club                                  | Al-Oruba Sur SC                              |
| 1992-93   | Dhofar Club                                  |                                              |
| 1993-94   | Dhofar Club                                  |                                              |
| 1994-95   | Sur Club                                     | Al-Seeb Club                                 |
| 1995-96   | Sur Club                                     | Oman Club                                    |
| 1996-97   | Oman Club                                    | Sur Club                                     |
| 1997-98   | Al-Nasr Salalah SCSC                         | Sur Club                                     |
| 1998-99   | Dhofar Club                                  | Al-Nasr Salalah SCSC                         |
| 1999-00   | Al-Oruba Sur SC                              | Al-Nasr Salalah SCSC                         |
| 2000-01   | Dhofar Club                                  | Al-Oruba Sur SC                              |
| 2001-02   | Al-Oruba Sur SC                              | Sur Club                                     |
| 2002-03   | Muscat Club                                  | Dhofar Club                                  |
| 2003-04   | Al-Nasr Salalah SCSC                         | Muscat Club                                  |
| 2004-05   | Dhofar Club                                  | Al-Oruba Sur SC                              |
| 2005-06   | Muscat Club                                  | Al-Nahda Club                                |
| 2006-07   | Al-Nahda Club                                | Al-Oruba Sur SC                              |
| 2007-08   | Al-Oruba Sur SC                              | Dhofar Club                                  |
| 2008-09   | Al-Nahda Club                                | Muscat Club                                  |
| 2009-10   | Al-Suwaiq Club                               | Dhofar Club                                  |
| 2010-11   | Al-Suwaiq Club                               | Al-Oruba Sur SC                              |
| 2011-12   | Fanja SC                                     | Al-Shabab Club                               |
| 2012-13   | Al-Suwaiq Club                               | Fanja SC                                     |
| 2013-14   | Al-Nahda Club                                | Fanja SC                                     |
| 2014-15   | Al-Oruba Sur SC                              | Fanja SC                                     |
| 2015-16   | Fanja SC                                     | Al-Suwaiq Club                               |
| 2016-17   | Dhofar Club                                  | Al-Shabab Club                               |
| 2017-18   | Al-Suwaiq Club                               | Al-Shabab Club                               |
| 2018-19   | Dhofar Club                                  | Al-Nasr Salalah SCSC                         |
| 2019-20   | Al-Seeb SC                                   | Dhofar Club                                  |
| 2020-21   | Abandonado debido a la pandemia del COVID-19 | Abandonado debido a la pandemia del COVID-19 |
| 2021-22   | Al-Seeb SC                                   | Al-Nahda Club                                |
| 2022-23   | Al-Nahda Club                                | Al-Suwaiq Club                               |
| 2023-24   | Al-Seeb SC                                   | Al-Nahda Club                                |
| 2024-25   | Al-Seeb SC                                   | Al-Nahda Club                                |

## Títulos por club
| Club                  | Campeón | Años campeón                                                           |
| --------------------- | ------- | ---------------------------------------------------------------------- |
| Dhofar Club (Salalah) | 12      | 1983, 1985, 1990, 1992, 1993, 1994, 1999, 2001, 2005, 2017, 2019, 2021 |
| Fanja SC              | 9       | 1977, 1979, 1984, 1986, 1987, 1988, 1991, 2012, 2016                   |
| Al-Nasr Salalah SCSC  | 5       | 1980, 1981, 1989, 1998, 2004                                           |
| Al-Oruba Sur SC       | 4       | 2000, 2002, 2008, 2015                                                 |
| Al-Suwaiq Club        | 4       | 2010, 2011, 2013, 2018                                                 |
| Al-Nahda Club         | 4       | 2007, 2009, 2014, 2023                                                 |
| Al-Seeb SC            | 4       | 2020, 2022, 2024, 2025                                                 |
| Muscat Club           | 3       | 1978, 2003, 2006                                                       |
| Sur Club              | 2       | 1995, 1996                                                             |
| Ahli Sidab Club       | 1       | 1982                                                                   |
| Oman Club             | 1       | 1997                                                                   |

### Campeonatos por Ciudad
Lista de campeones por ciudad en la Omani League.
| Ciudad  | Títulos | Equipos Campeones                             |
| ------- | ------- | --------------------------------------------- |
| Salalah | 17      | Dhofar Club (12), Al-Nasr Salalah SCSC (5)    |
| Fanja   | 9       | Fanja SC (9)                                  |
| Mascate | 8       | Al-Nahda FC (4), Muscat FC (3), Oman Club (1) |
| Sur     | 6       | Al-Oruba Sur (4), Sur Club (2)                |
| Suwaiq  | 4       | Al-Suwaiq SC (4)                              |
| Seeb    | 4       | Al-Seeb SC (4)                                |
| Sedab   | 1       | Ahli Sidab Club (1)                           |

## Clasificación histórica
- Clasificación histórica la Liga Profesional de Omán desde la instauración y el profesionalismo en la temporada 2013-14
- No cuenta los resultados de los Playoffs del descenso.
- En color verde los equipos que disputan la Liga Profesional 2022-23.
- En color azul los equipos que disputan la Primera División 2022-23.

| N.º | Club         | Temp. | P.D. | P.G. | P.E. | P.P. | G.F. | G.C. | Dif. | Puntos |
| --- | ------------ | ----- | ---- | ---- | ---- | ---- | ---- | ---- | ---- | ------ |
| 1   | Dhofar Club  | 8     | 208  | 90   | 63   | 43   | 324  | 186  | +138 | 363    |
| 2   | Al-Nahda     | 8     | 208  | 94   | 56   | 58   | 309  | 228  | +81  | 338    |
| 3   | Al-Suwaiq    | 8     | 208  | 79   | 65   | 54   | 284  | 229  | +55  | 332    |
| 4   | Al-Nasr      | 8     | 208  | 80   | 69   | 59   | 249  | 219  | +30  | 309    |
| 5   | Sohar SC     | 8     | 208  | 70   | 68   | 70   | 260  | 264  | -4   | 278    |
| 6   | Al-Oruba SC  | 7     | 182  | 74   | 49   | 59   | 220  | 194  | +26  | 271    |
| 7   | Saham Club   | 8     | 208  | 65   | 63   | 80   | 261  | 288  | -27  | 258    |
| 8   | Fanja SC     | 6     | 156  | 71   | 44   | 41   | 244  | 195  | +49  | 257    |
| 9   | Al-Shabab SC | 6     | 156  | 56   | 43   | 57   | 202  | 218  | -16  | 211    |
| 10  | Muscat Club  | 6     | 156  | 44   | 49   | 63   | 187  | 212  | -25  | 181    |
| 11  | Al-Seeb SC   | 4     | 106  | 46   | 34   | 24   | 148  | 99   | +49  | 172    |
| 12  | Oman Club    | 5     | 130  | 37   | 36   | 57   | 142  | 179  | -37  | 147    |
| 13  | Al-Mussanah  | 4     | 106  | 37   | 31   | 36   | 120  | 115  | +5   | 142    |
| 14  | Al-Rustaq FC | 4     | 106  | 31   | 32   | 41   | 120  | 128  | -8   | 125    |
| 15  | Sur Club     | 4     | 104  | 29   | 34   | 41   | 124  | 146  | -22  | 121    |
| 16  | Al-Khaburah  | 3     | 78   | 23   | 28   | 27   | 89   | 92   | -3   | 97     |
| 17  | Mirbat SC    | 3     | 78   | 20   | 14   | 44   | 80   | 138  | -58  | 74     |
| 18  | Bahla Club   | 2     | 52   | 13   | 20   | 19   | 61   | 60   | +1   | 59     |
| 19  | Al-Ittihad   | 2     | 52   | 6    | 14   | 32   | 40   | 97   | -57  | 32     |
| 20  | Al-Mudhaibi  | 1     | 26   | 9    | 4    | 13   | 26   | 34   | -8   | 31     |
| 21  | Majees SC    | 2     | 52   | 7    | 10   | 35   | 42   | 107  | -65  | 31     |
| 22  | Al-Salam SC  | 1     | 26   | 8    | 6    | 12   | 25   | 34   | -9   | 30     |
| 23  | Bosher Club  | 1     | 26   | 4    | 9    | 13   | 23   | 47   | -24  | 21     |
| 24  | Jalan SC     | 1     | 26   | 3    | 11   | 12   | 27   | 44   | -17  | 20     |
| 25  | Nizwa Club   | 1     | 26   | 4    | 8    | 14   | 15   | 43   | -28  | 20     |
| 26  | Salalah SC   | 1     | 26   | 3    | 5    | 18   | 19   | 45   | -26  | 14     |
| 27  | Al-Bashaer   | 0     | 0    | 0    | 0    | 0    | 0    | 0    | 0    | 0      |